# Copeton Dam
Copeton Dam är en dammbyggnad i Australien. Den ligger i kommunen Inverell och delstaten New South Wales, i den sydöstra delen av landet, omkring 440 kilometer norr om delstatshuvudstaden Sydney.
Trakten runt Copeton Dam är nära nog obefolkad, med mindre än två invånare per kvadratkilometer.. Närmaste större samhälle är Gilgai, omkring 20 kilometer öster om Copeton Dam.
I omgivningarna runt Copeton Dam växer huvudsakligen savannskog. Genomsnittlig årsnederbörd är 823 millimeter. Den regnigaste månaden är januari, med i genomsnitt 137 mm nederbörd, och den torraste är oktober, med 27 mm nederbörd.